# Realpolitik (Grupo de medios)
Realpolitik, habitualmente escrito en mayúsculas, es el nombre de un grupo de medios de comunicación argentino, con sede en la ciudad de La Plata. Esta denominación alude al concepto acuñado a fines del siglo XIX por Bismarck, quien utilizó el término realpolitik (“política realista”) para designar a las decisiones fundadas en el pragmatismo. Su fundador y director es el periodista político Santiago Sautel.
Se compone de una agencia de noticias, parte principal del grupo, especializada en informaciones políticas, una emisora de radio y un canal de televisión. 

## Historia
Santiago Sautel fundó el grupo el 20 de diciembre de 2006, con una pequeña revista y creció hasta convertirse en un grupo digital con presencia multimedial. Inauguró su señal de radio a mediados de junio de 2015 en frecuencia modulada, antes de mudarse enteramente a la emisión digital. Empezó a transmitir en televisión a finales de 2018. 

### Distinciones
La agencia fue nominada al premio Martin Fierro digital.Santiago Sautel estuvo involucrado en una investigación judicial vinculada a la inteligencia ilegal y el espionaje. Se radicó en el Juzgado Federal de Dolores e inició a partir de la denuncia de Pedro Etchebest contra los Sres. Marcelo D´allesio, Carlos Stornelli y Claudio Bonadio. Además, lo acusaron de compartir información sin verificar mediante la agencia de noticias que preside

### Denuncias
En abril de 2020, Realpolitik fue vinculada informalmente a la causa judicial que inició Fabiola Yáñez, esposa del entonces presidente argentino, Alberto Fernández, por violencia de género mediática contra ella.
En septiembre del 2020, Sautel fue denunciado por una supuesta filtración de información privada de la AFI durante la investigación por el espionaje a Cristina Fernández de Kirchner, iniciada unos meses antes por Cristina Caamaño. Según la denuncia, presentada por un grupo de exagentes de la AFI, junto a funcionarios de Juntos por el Cambio, la información publicada era privada y ponía en riesgo a los agentes de seguridad de la Nación y a las relaciones internacionales.